# 29 Cygni
29 Cygni (29 Cyg / HD 192640 / HR 7736) es una estrella de magnitud aparente +4,96.
Se localiza en la constelación del Cisne 4º al suroeste de la brillante Sadr (γ Cygni) y 1º al sur de P Cygni.
Se encuentra a 139 años luz del sistema solar.
29 Cygni es una estrella blanca de la secuencia principal catalogada como de tipo espectral A2V.
Sin embargo, su temperatura efectiva de 7920 K es muy baja para su clase, siendo más apropiada para una estrella de tipo A7.
Su luminosidad es 13,2 veces superior a la luminosidad solar.
A partir de su temperatura y luminosidad se puede evaluar su diámetro, siendo éste el doble del que tiene el Sol. 
Diversos estudios ofrecen valores dispares en cuanto a su velocidad de rotación; considerando 65 km/s como el valor más probable para su velocidad de rotación proyectada, su período de rotación sería inferior a 1,5 días.
Tiene una masa de 1,8 masas solares y una edad estimada de 500 millones de años.
29 Cygni forma parte del reducido grupo de las estrellas Lambda Bootis, siendo conocidas sólo unas 50 estrellas de este tipo. Aunque la naturaleza de estas estrellas no es bien comprendida, la idea más aceptada es que sus superficies han sido contaminadas por acreción de gas procedente de nubes interestelares circundantes pobres en metales.
Previamente los metales han sido adsorbidos en los granos de polvo de dichas nubes.
Se piensa que la presión de radiación de la estrella mantiene apartado el polvo de ella mientras que el gas sí se integra dentro de la estrella.
Así, el contenido relativo de hierro de 29 Cygni sólo supone el 6 % del que tiene el Sol, y el de magnesio apenas alcanza el 4 %.
Además, 29 Cygni es una variable Delta Scuti con una mínima variación de brillo de 0,016 magnitudes, siendo el período principal de 38,5 minutos.
Por ello, también en conocida por la denominación, en cuanto a variable, de 1644 Cygni.